# سلوقس الثاني
سلوقس الثاني  (باليونانية القديمة: Αντίοχος Α' Σωτήρ) و هو رابع ملوك الدولة السلوقية و ابن أنطيوخوس الثاني حكم من (246 ق.م. - 225 ق.م.).
في عهده حدثت الحرب السورية الثالثة مع بطليموس الثالث و هو أخ برينيس زوجة أنطيوخوس الثاني والد سلوقس الثاني , قام بطليموس الثالث بغزو أراضي سلوقس و أخضع أراضيه حتى نهردجلة وما بعدها بينما ابحرت الاساطيل المصرية إلى اسيا الصغرى.
ظل سلوقس الثاني في الأراضي الداخلية لاسيا اصغرى و بعد عودة بطليموس الثالث إلى مصر اعاد سلوقس الثاني شمال سوريا و الولايات الإيرانية القريبة و قام أخوه أنطيوخوس هيراكاس بثورة في اسيا الصغرى و انتصر على سلوقس الثاني في معركة انقرة عام 235 ق.م و حاول استعادة فرثيا دون جدوى.

توفي سلوقس الثاني بعد سقوطه من خيله و خلفه ابنه سلوقس الثالث.